# تپه هریسان
تپه هریسان مربوط به سدهٔ ۵ تا ۸ ه.ق است و در شهرستان ساوه، بخش مرکزی، دهستان قره چای، روستای هریسان واقع شده و این اثر در تاریخ ۲۵ آبان ۱۳۸۷ با شمارهٔ ثبت ۲۳۸۰۲ به‌عنوان یکی از آثار ملی ایران به ثبت رسیده است.